# Ashanti (popolo)
Gli Ashanti o Asante sono una popolazione appartenente al gruppo etnico Akan stanziata principalmente nell’omonima regione del Ghana.
Eredi di un antico impero che combatté a lungo contro quello britannico, gli Ashanti vivono in parte in ambienti urbani – parlando inglese e praticando il cristianesimo o l’islam – ed in parte in villaggi rurali, nei quali la lingua utilizzata è il twi e viene osservata una religione tradizionale.
Organizzata in una società matrilineare che pone al centro la famiglia, la popolazione è fortemente votata alle attività economiche, in particolare commercio ed agricoltura. Le sue influenze culturali hanno raggiunto il mondo occidentale e le sue architetture tradizionali sono state riconosciute patrimonio dell'umanità.

## Etimologia
L'etimologia del termine è incerta, potrebbe derivare dalle parole in lingua akan osa-nti (in italiano bellicoso) o osa-nti-fo (in italiano a causa della guerra). Vengono indifferentemente utilizzate le dizioni Ashanti e Asante.

## Storia

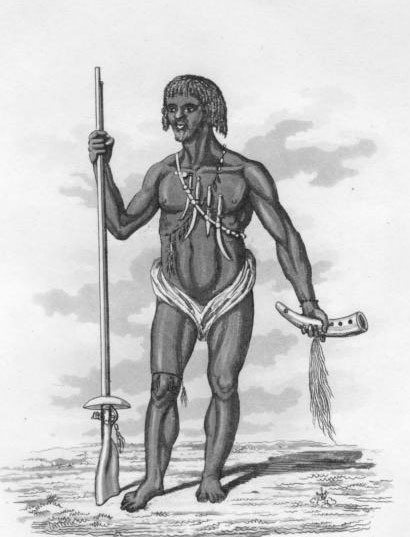
Guerriero Ashanti.

La storia degli Ashanti spazia dal XIV al XXI secolo.

### Origini e organizzazione in clan
Popolazioni akan migrarono nel XIII secolo dal Nordafrica alla regione guineana spinte dalla guerra, dall'espansione araba e dalla ricerca di terreno fertile: guidate da esploratori che costruivano capanne da caccia tra gli alberi, si stabilirono nelle zone boscose dell'attuale Ghana settentrionale. Nel secolo successivo si spostarono ancora più a sud dividendosi in molteplici gruppi etnici; gli Ashanti occuparono l'area dove ora sorge la città di Obuasi e stabilirono una società organizzata in 8 clan: Aduana, Agona, Asakyiri, Asene, Asona, Bretuo, Ekuona e Oyoko.
Dal XV secolo i clan Ashanti si espansero nell'attuale area – in cui sorsero centri quali Mampong e Tafo – avviando un periodo di frequenti guerre interne che resero la popolazione vulnerabile e finirono col porla sotto il giogo dei Denkyira. Nei due secoli successivi emerse tra i vari clan quello denominato Oyoko, che fondò Kumasi durante il regno di Oti Akenten ed avviò, sotto la guida del re Obiri Yeboa, l'unificazione degli Ashanti in una confederazione. Tale soggetto ebbe tuttavia vita breve, perché subito sconfitto militarmente dalla popolazione nemica dei Dormaa.
Il successore sul trono degli Oyoko, Osei Tutu I, riuscì ad ottenere la fiducia degli altri clan e ad essere eletto "re tra i re", guidando il neonato Regno ashanti ad una riscossa contro i Dormaa nel 1698. L'organizzazione dello stato unitario da parte di Osei Tutu I e la successiva campagna militare per l'affrancamento dai Denkyira portarono alla vittoria nella battaglia di Feyiase del 1701 ed alla fondazione dell'Impero ashanti.

### Impero
L'Impero ashanti prosperò nel XVIII secolo, espandendosi a tutta l'area dell'attuale Ghana ed esercitandovi la propria influenza politica, culturale ed economica. La popolazione entrò in contatto con gli Europei attraverso i forti sulla costa – come quello di Elmina – avviando un florido commercio sostenuto da costanti campagne militari contro le popolazioni vicine.
In seguito alla fondazione della Costa d'Oro avvenuta nel XIX secolo da parte dell'Impero britannico, gli Ashanti combatterono una serie di guerre contro le British Armed Forces, terminate nel 1897 con l'assoggettamento agli Europei e l'esilio del re Prempeh I in Sierra Leone e quindi alle Seychelles.

### Protettorato e Ghana

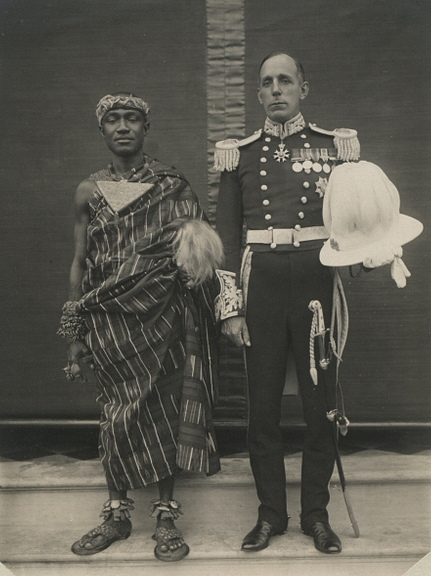
Prempeh II e Hodson.

L'Impero britannico, che dal 1902 aveva costituito un apposito protettorato per gli Ashanti all'interno della Costa d'Oro, concesse a re Prempeh il rientro a Kumasi nel 1924, ma senza riconoscimento formale del ruolo. Nel 1935 il governatore Arnold Hodson permise invece il ripristino dell'antica confederazione e – seppur in difetto del controllo territoriale e con il solo riconoscimento di "autorità indigena" che aveva il ruolo di mantenere l'ordine pubblico – Prempeh II venne eletto re. Il ripristino del sovrano fu un importante riconoscimento per gli Ashanti, facendo da traino ad una nuova e più ampia presa di coscienza culturale che coinvolse l'intera colonia, includendo anche le popolazioni precedentemente loro nemiche. La rinata confederazione si occupò inoltre di tematiche sociali, come la scolarizzazione e la creazione di infrastrutture, istituendo anche un fondo che operò tra il 1942 e il 1952.
Nel 1957, alla nascita del Ghana indipendente, sul territorio del protettorato venne creata la regione di Ashanti, con capoluogo Kumasi. Le autorità repubblicane istituirono un ministro con il compito di governare la regione, ma anche la figura reale venne mantenuta: in virtù della radicata identità culturale, i capi delle singole comunità Ashanti hanno da allora continuato a prestare fedeltà al proprio sovrano. Nel rapporto con la nazione i re – incluso il sovrano Osei Tutu II eletto nel 1999 – hanno riconosciuto i confini esterni e quelli regionali, la pacifica convivenza delle singole popolazioni all'interno della nazione, il mandato di amministrazione politica e leadership del governo repubblicano e si sono impegnati ad astenersi dalla vita politica del paese.
In ambito economico, tra il XX e il XXI secolo la regione di Ashanti si è affermata per il suo significativo contributo alla produzione nazionale; è inoltre la più popolosa dello stato assieme a quella della capitale ed ha una forte influenza culturale su tutto il Ghana. In particolare gli Ashanti sono considerati depositari delle tradizioni culturali della nazione ed il loro re il custode delle stesse: gli attuali ruoli riconosciuti al sovrano sono infatti quelli della preservazione culturale e della promozione di iniziative caritatevoli e per lo sviluppo.

## Distribuzione geografica
Gli Ashanti sono stanziati nella parte centro meridionale del Ghana – la maggior parte nella regione di Ashanti – e nelle zone limitrofe di Costa d'Avorio e Togo. Nel 1984 era stimato che gli Ashanti in Ghana fossero circa 2 000 000, mentre nel 2007 tale stima è stata portata a 3 000 000. Le stime di presenza in Costa d'Avorio ammontano a 300 000 persone ed in Togo a 80 000 persone.
Attraverso la tratta atlantica degli schiavi africani parte della popolazione ha nei secoli passati raggiunto l'America, lasciando un'eredità linguistica e culturale in Giamaica – dove si stima che il 60% della popolazione abbia origini Ashanti – e Suriname, nazione in cui i Cimarroni originari della regione guineiana sono circa 40 000.

## Lingua
La lingua tradizionalmente parlata dagli Ashanti è il twi, dialetto appartenente alla lingua akan a sua volta suddiviso in altri dialetti locali, tra i quali vi è mutua intelligibilità. Negli anni 2010 era stato stimato che fosse parlato da un numero di persone tra gli 8 e i 9 milioni, nella regione ghanese di Ashanti ed in altre aree della nazione, con diffusione anche in Costa d'Avorio e – con riferimento ad alcuni dialetti esportati con la tratta atlantica degli schiavi africani – in Giamaica e Suriname. Oltre che un'eredità culturale, la lingua twi è considerata dagli Ashanti anche un simbolo del loro antico Impero.
In Ghana l'unica lingua ufficiale è l'inglese, ma non tutti gli Ashanti qui residenti sono in grado di parlarla.

## Spiritualità
Gli Ashanti dispongono di una ricca tradizione spirituale ancora viva nella popolazione.

### Mitologia

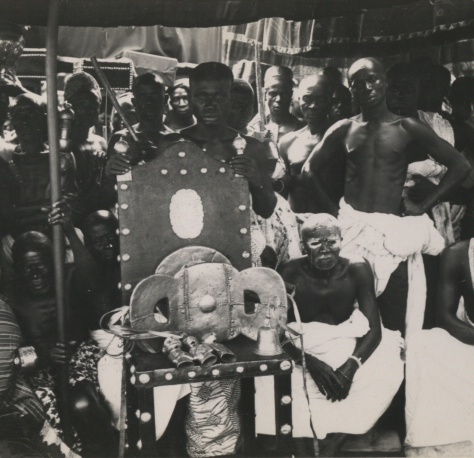
Lo sgabello d'oro.

La tradizione orale di alcuni clan vuole che i primi Ashanti siano stati generati da un buco nella località di Ashantemeso, mentre per altri l'origine degli antenati verrebbe dal cielo. Anche la nascita dell'Impero ashanti è simboleggiata in un mito, legato alla visione che nel XVII il re del clan Oyoko Obiri Yeboa avrebbe avuto in sogno: la stessa sarebbe infatti stata interpretata da Okomfo Yemoa – fratello del re del clan Agona – ed il significato emerso avrebbe portato all'unione dei clan in una confederazione.
Un ulteriore mito riguarda il successore di Obiri Yeboa, Osei Tutu I, che avrebbe ricevuto dal cielo il segno che gli antenati lo volevano a capo della costituenda nazione Ashanti: uno sgabello d'oro, che il sacerdote Anokye indicò contenesse lo spirito e l'anima di tutta la nazione Ashanti. L'elezione sarebbe stata suffragata dalla preparazione di una bevanda che conteneva la cenere del rogo dei frammenti di unghie e capelli di tutti i re dei vari clan unita ad olio di palma, che venne bevuta dai sovrani stessi. Il mito dello sgabello d'oro sopravvisse nel tempo e questo oggetto continua ad essere il simbolo del potere reale: quando nel 1900 il governatore della Costa d'Oro Frederick Hodgson ordinò di sequestrarlo per potercisi sedere, gli Ashanti organizzarono una ribellione armata. Lo sgabello è custodito al di sopra di una sedia affinché non tocchi mai terra e gli Ashanti ritengono che l'eventuale distruzione o conquista nemica dell'oggetto causerebbe la fine della loro nazione.

### Religione
Le prime popolazioni Akan che giunsero nella regione guineiana fuggendo dall'islamizzazione erano politeiste. Nel XVII secolo emerse la figura di un sacerdote – che veniva consultato per importanti decisioni politiche o legate alla guerra – e praticava sacrifici umani, come avvenne per propiziare la campagna militare contro i Denkyira.
Tra gli Ashanti vi sono Cristiani e Musulmani, ma è ancora diffusa la religione tradizionale tipica delle popolazioni Akan bastata su un dio principale chiamato Nyame e dèi minori, come ad esempio la dea della fertilità Asase Ya. Ad un livello intermedio tra il culto per la divinità principale e quello per le divinità minori, vi è il culto degli antenati: gli Ashanti hanno la convinzione che il loro spirito monitori il comportamento delle persone e punisca le condotte sbagliate, nel corso della vita o nell'aldilà.

### Superstizione
Per invocare la fertilità, le donne Ashanti utilizzano una statuetta denominata akuaba; la medesima è successivamente portata sulla schiena durante la gravidanza affinché il nascituro sia di bell'aspetto. Alla nascita viene organizzata una cerimonia per infondere la saggezza al bambino, al riguardo del quale è ritenuto che incorpori il sangue della madre e lo spirito del padre. Se si tratta di una bambina, userà poi per giocare la stessa statuetta akuaba, come una bambola.
Altra credenza popolare degli Ashanti è quella che imporre la propria voce su quella di chi sta pronunciando il nome di una persona in orario notturno porti sfortuna. Porterebbero inoltre sfortuna cantare mentre si fa il bagno e ramazzare nelle ore notturne.

## Società
La maggior parte della popolazione Ashanti vive in villaggi, mentre gruppi residuali risiedono in centri urbani. Storicamente, gli Ashanti si ritengono parte di un gruppo con elevato livello di civiltà, vivendo questo aspetto con gratitudine ed impegno a migliorare il mondo. Tale impegno si traduce anche nell'attiva partecipazione alla vita di parenti e conoscenti – riflettendosi in bassi livelli di privacy – e nell'interesse individuale per la proprietà privata, l'accumulo di ricchezza, il riconoscimento sociale e l'ottenimento di potere politico.
Gli Ashanti celebrano diverse feste tradizionali come l'Akwasidae, l'Odwira – raduno annuale in cui viene discussa la politica nazionale – e l'Adae Kese, un festival che si tiene solo in occasione di eventi particolarmente importanti e ricorda l'affrancamento dai Denkyira avvenuto all'inizio del XVIII secolo.

### Architettura

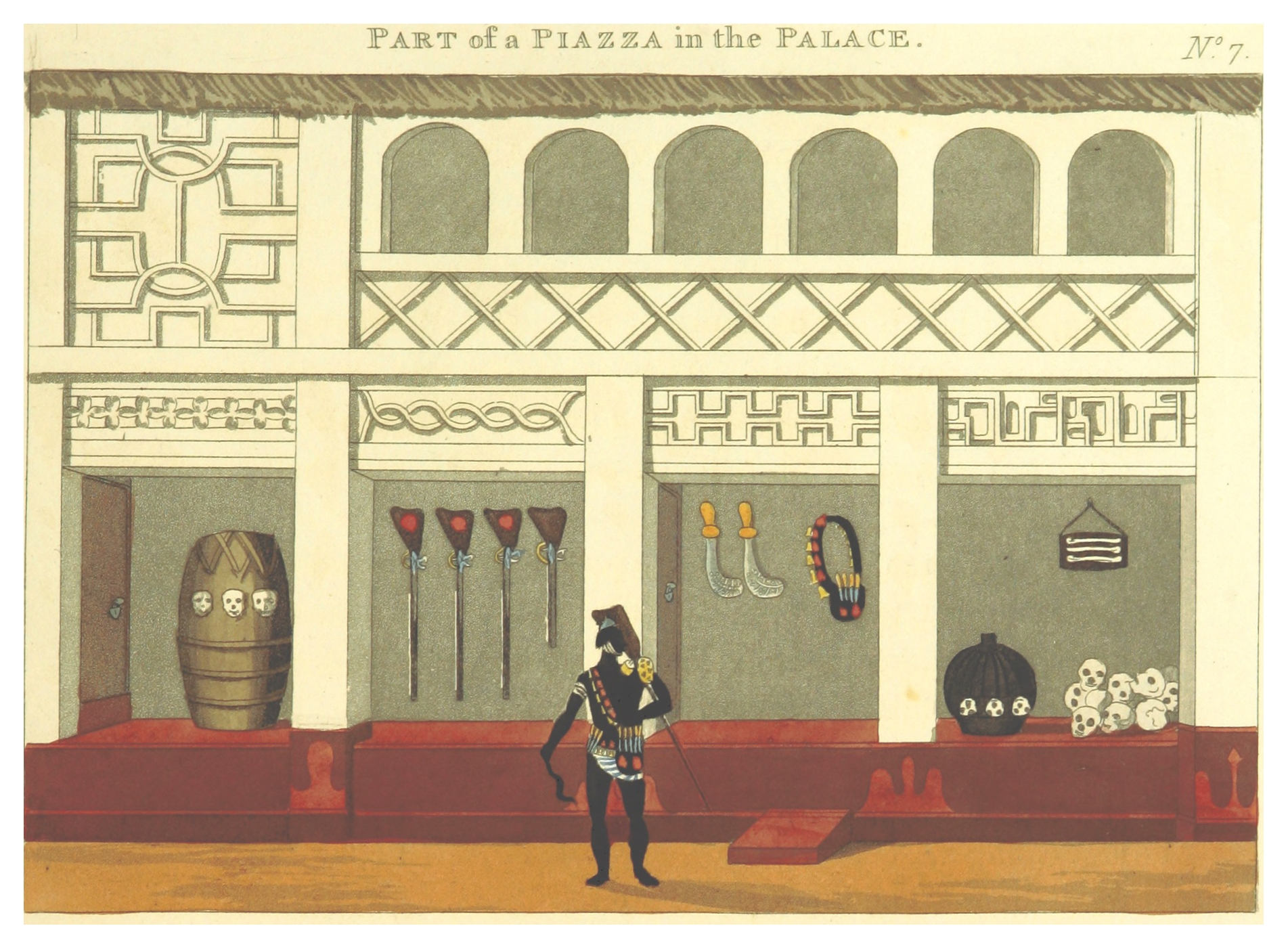
Edificio tradizionale.

Nel XIV secolo gli Ashanti non costruivano edifici, vivendo in grotte riparate dagli alberi o direttamente sugli alberi stessi. Dal XV secolo passarono ad erigere abitazioni, in cui veniva utilizzata l'argilla rossa a scopo decorativo. Nel 1980 gli esempi superstiti di edifici tradizionali eretti della popolazione – siti nei pressi di Kumasi – vennero iscritti dall'UNESCO tra i patrimoni dell'umanità.

### Arte
Espressioni artistiche della popolazione Ashanti si possono trovare nella creazione delle tipiche bambole akuaba o nella realizzazione di costumi tradizionali in kente. Altri oggetti artistici sono i vasi e le spade cerimoniali  – denominate rispettivamente afena e kuduo – e le sculture di figure animali realizzate in oro o ottone, come inoltre i manti funebri chiamati adinkra. A livello verbale, sono considerati una manifestazione artistica i proverbi coniati dalla popolazione.
Tradizionalmente, la figura reale è di particolare importanza per l'arte Ashanti: il sovrano è visto come una figura creativa ed il suo impegno per le arti è metafora della forza e della stabilità del regno. Le tombe reali erano in passato corredate da figure in argilla che mostravano le caratteristiche di bellezza e leadership dei sovrani deceduti. Oggetti di uso comune realizzati in terracotta erano invece depositati nelle tombe delle persone comuni.

### Costumi

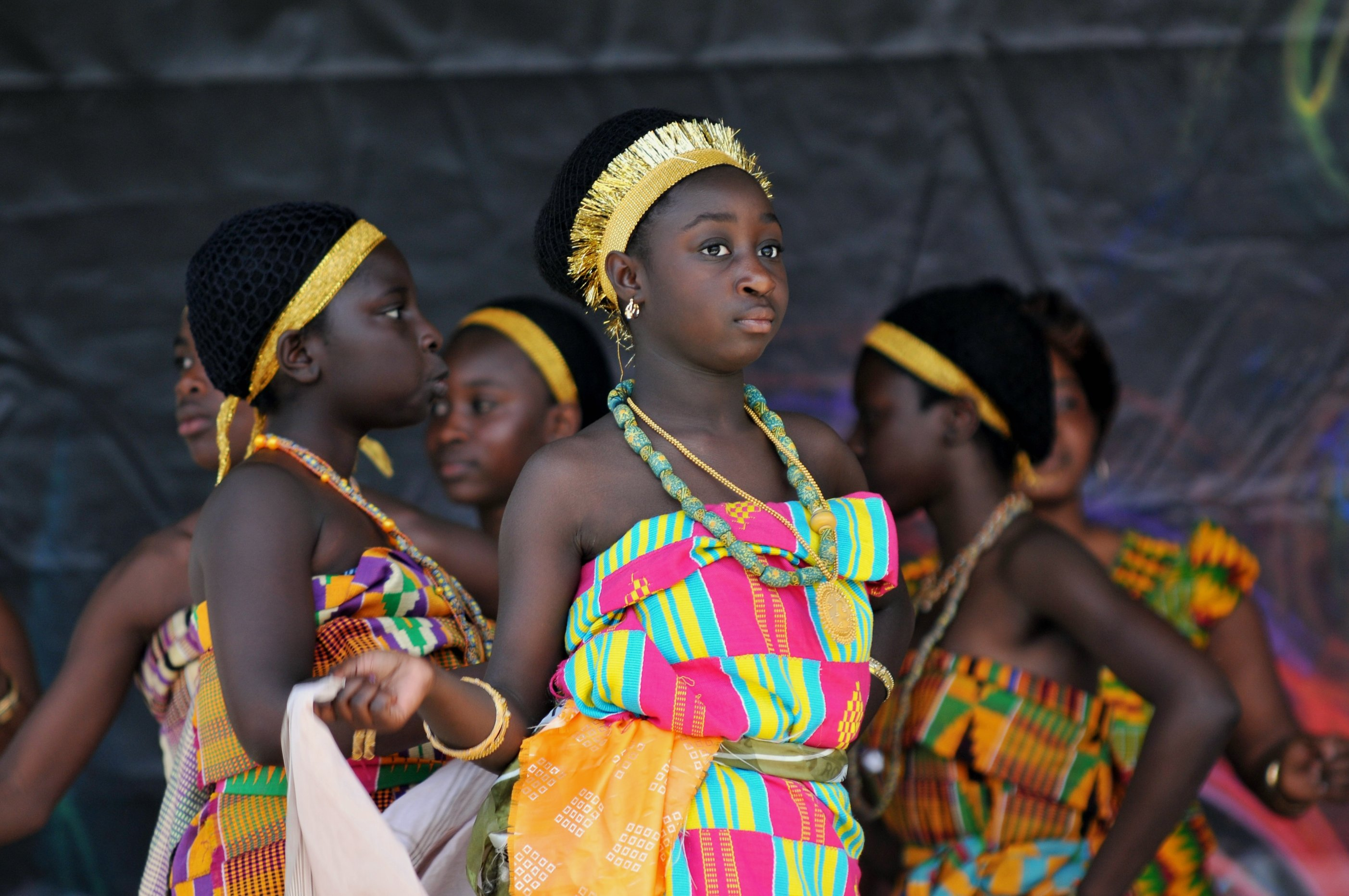
Abiti in kente.

I costumi tradizionali degli Ashanti sono realizzati in kente, considerato un simbolo della cultura della popolazione ed indossato unicamente in occasioni speciali. Ne esistono diverse fogge, ad ognuna di esse sono assegnati un nome ed un significato che derivano da eventi storici, proverbi, concetti filosofici o altri elementi della cultura Ashanti. La realizzazione degli abiti avviene a mano da parte di specialisti, che uniscono tra loro diverse strisce larghe circa 10 cm: gli uomini indossano normalmente un unico capo formato da 24 strisce, mentre le donne possono portare fino a tre capi contemporaneamente, di dimensioni variabili. Il kente indossato dal re degli Ashanti è di colori e design particolarmente ricchi.

### Economia
Le popolazioni migrate dal Nordafrica tra il XIII e il XIV secolo adottavano quale attività principale la coltivazione della terra, pur conducendo uno stile di vita seminomade. Nei secoli successivi, passati a fondare insediamenti stabili, gli Ashanti versavano ai Denkyira un tributo composto da legname, fibra di plátano e argilla rossa. I tre beni erano legati all'attività femminile: l'argilla rossa era utilizzata dalle donne per decorare le abitazioni, mentre il legname e la fibra – destinate rispettivamente ad essere arse ed alla cura dell'igiene personale – erano direttamente raccolte dalle stesse.
Dal XVIII secolo, ottenuto l'affrancamento dai Denkyira e fondato il proprio Impero, gli Ashanti si dedicarono a floridi scambi di oro, cola ed altre merci con gli Europei stanziatisi sulla costa, attraverso rotte commerciali che giungevano dal nord, anche dall'area del Sahel. L'impero sostenne l'egemonia sugli scambi commerciali grazie a continue guerre con le popolazioni vicine ed ebbe un ruolo attivo nella tratta atlantica degli schiavi africani.
Tra il XX e il XXI secolo la regione di Ashanti ha contribuito in modo significativo all'economia ghanese: è infatti la principale area di produzione alimentare – in particolare di banane, cacao, cassava, igname e plátani – nonché di quelle aurifera e di legname.

### Famiglia
La società degli Ashanti è matrilineare, con le donne che godono di elevati livelli di libertà e rispetto, pur dipendendo tradizionalmente in tema di protezione dal marito, cui concedono inoltre l'utilizzo dei propri beni finché sono in vita. La proprietà terriere appartengono infatti alle donne, che le trasmettono in eredità assieme al diritto di appartenenza ad un determinato clan. La famiglia è tenuta in grande considerazione: i parenti si assistono tra loro per attività quali la costruzione delle abitazioni e l'agricoltura, mentre la responsabilità delle azioni dei figli non ancora adulti ricade unicamente sui genitori.
Gli Ashanti adottano la poligamia, derivante da una storica presenza in sovrannumero di donne rispetto agli uomini e garanzia che ogni donna possa sposarsi ed avere figli. Le giovani donne sono considerate in età di matrimonio da quando viene celebrata la cerimonia di passaggio all'età puberale ed il consenso alle nozze deve essere fornito da entrambe le famiglie di origine. I divorzi vengono permessi in rari casi.

### Politica

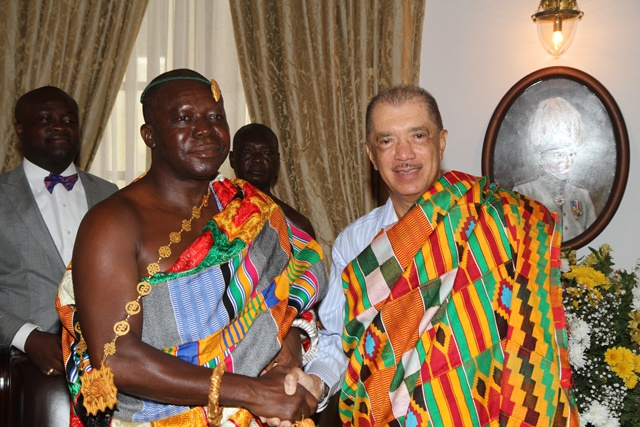
Re Osei Tutu II con il presidente delle Seychelles James Michel.

Nel XIV secolo la popolazione era organizzata in clan, all'interno dei quali i membri si ritenevano tra loro parenti: per questo motivo i matrimoni avvenivano tra componenti di clan diversi, originando alleanze che si traducevano in reciproco aiuto quando giungevano pericoli esterni. Le alleanze, tuttavia, si trasformarono gradualmente in rivalità e nei secoli successivi i vari clan – ciascuno con un proprio re – si trovarono spesso coinvolti in piccoli conflitti tra loro, definitivamente risolti solo durante il processo di sviluppo dell'Impero ashanti a cavallo tra il XVII e il XVIII secolo.
Il nuovo stato avviò una serie di vittoriose campagne militari, al termine delle quali le popolazioni sconfitte non venivano considerate inferiori ed al loro sovrano veniva offerto un ruolo apicale all'interno dell'Impero. Questa politica portò talvolta all'organizzazione di rivolte da parte delle popolazioni conquistate. A livello interno l'organizzazione statale era di tipo piramidale – al vertice era il re, nel livello immediatamente inferiore i re degli altri clan, quindi in successione i vari capi minori – e militarista, dato il costante stato di guerra con le popolazioni vicine, dettato dalla necessità di controllare il commercio con gli Europei. Le decisioni prese dal re quale primus inter pares erano comunque preventivamente discusse in assemblea e la forma di governo era quella di una monarchia elettiva sopravvissuta all'Impero ashanti stesso, essendo nel XXI secolo ancora presente la figura del sovrano, pur priva di poteri governativi.
L'elezione di un re, definito "Asantehene", avviene di norma entro 40 giorni dal decesso del precedente e coinvolge la figura della regina madre, spesso costituita dalla sorella del re e detta "Asantehemaa", che valuta la genealogia dei candidati presentati dai singoli capi effettuando una serie di consultazioni con personalità influenti. Una volta che l'Asantehemaa ha scelto un candidato, lo stesso viene valutato da vari consigli con potere di veto, tra i quali il consiglio di Kumasi e il consiglio "Asanteman", che riunisce i capi non facenti parte della città. Qualora non vengano sollevate obiezioni in merito al candidato, lo stesso effettua un giuramento di equo governo, cui fanno seguito quelli di fedeltà al nuovo sovrano da parte dei singoli capi. Il nuovo re procede quindi con una cerimonia rituale in cui vengono utilizzate alcune spade storiche, al termine della quale si siede per tre volte sullo sgabello d'oro, simbolo del potere reale. La residenza ufficiale del re è Palazzo Manhyia a Kumasi.

## Influenza culturale
Ashanti è un nome di persona femminile diffuso in alcune nazioni anglofone: nel 2002 la madre della cantante statunitense Ashanti Douglas dichiarò di averlo scelto per la figlia ispirata dal ruolo sociale che le donne hanno nella popolazione. Risale invece al 1979 il film 
Ashanti – diretto da Richard Fleischer – in cui l'attrice Beverly Johnson interpreta la parte di una donna della popolazione Ashanti che lavora come medico per le Nazioni unite.
Nel 2020 alcuni membri del Congresso degli Stati Uniti indossarono durante un atto di protesta delle stole in kente, tessuto tradizionale Ashanti, suscitando numerose polemiche; un anno più tardi l'azienda francese di moda Louis Vuitton lanciò una collezione che riprendeva i motivi del kente.